# Ahuacatitla, San Luis Potosí
Ahuacatitla är en ort i Mexiko.   Den ligger i kommunen Axtla de Terrazas och delstaten San Luis Potosí, i den sydöstra delen av landet, 220 km norr om huvudstaden Mexico City. Ahuacatitla ligger 101 meter över havet och antalet invånare är 631.
Terrängen runt Ahuacatitla är kuperad åt sydväst, men åt nordost är den platt. Runt Ahuacatitla är det tätbefolkat, med 427 invånare per kvadratkilometer. Närmaste större samhälle är Tamazunchale, 19,4 km söder om Ahuacatitla. I omgivningarna runt Ahuacatitla växer huvudsakligen savannskog.